# Stadlern
Stadlern est une commune de Bavière (Allemagne), située dans l'arrondissement de Schwandorf, dans le district du Haut-Palatinat.

## Communes limitrophes
Communes limitrophes Bělá nad Radbuzou, Rybník nad Radbuzou, Tiefenbach, Weiding, Schönsee.
| Schönsee 7 km | Bělá nad Radbuzou 19 km | Rybník nad Radbuzou 7 km |
| Schönsee 7 km | Stadlern                | Rybník nad Radbuzou 7 km |
| Weiding 5 km  | Tiefenbach 11 km        | Rybník nad Radbuzou 7 km |

## Images

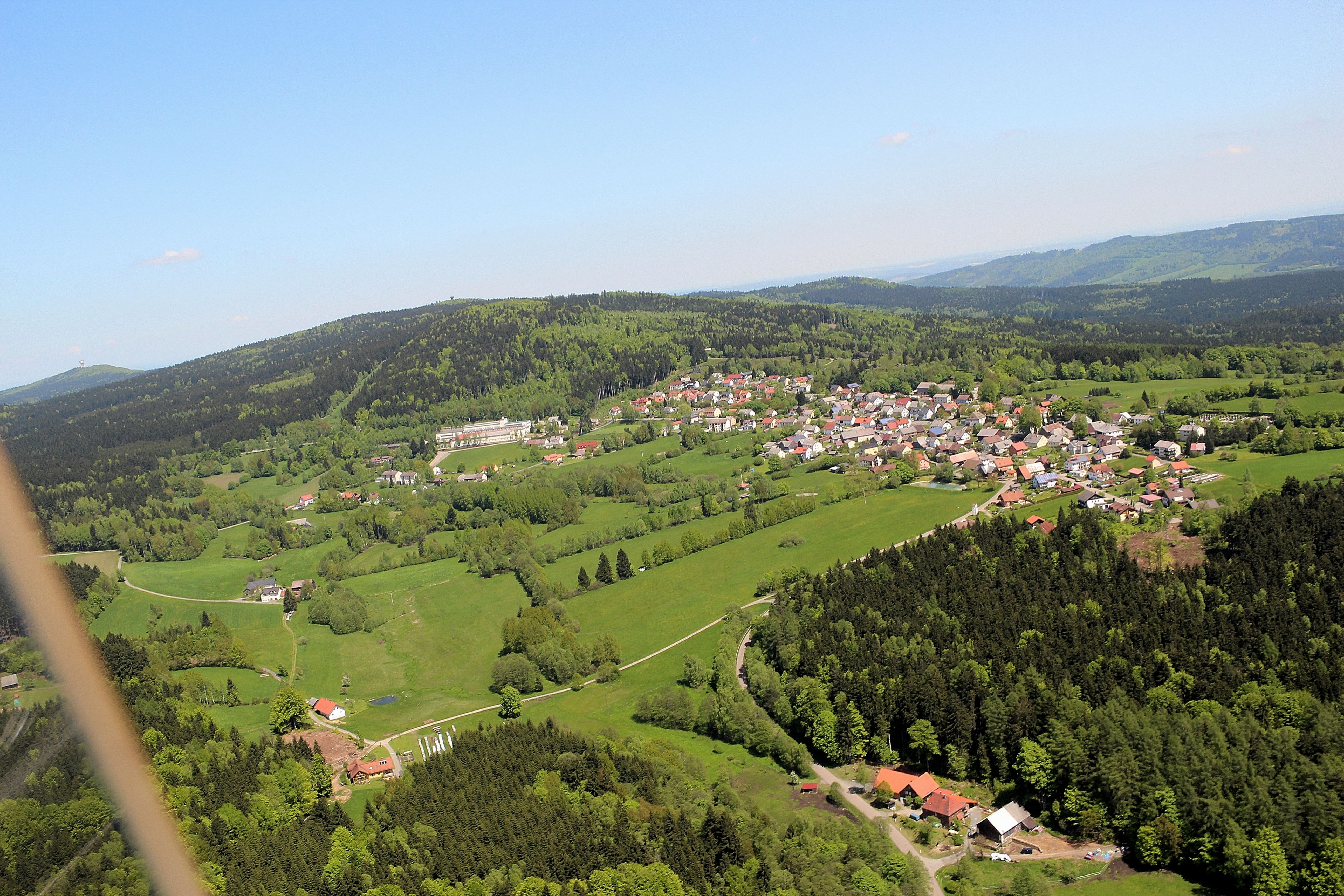
Stadlern.
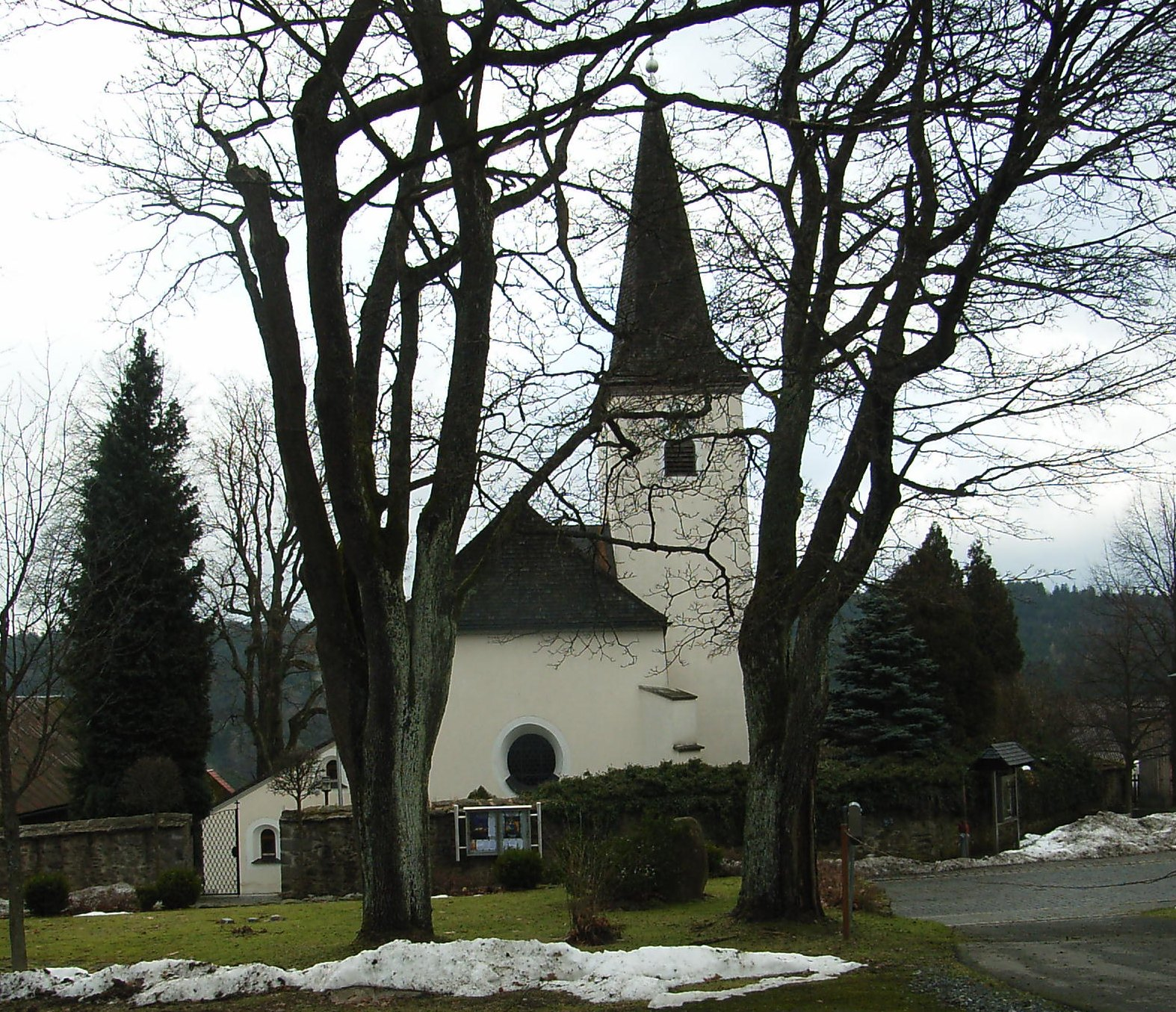
Stadlern: Église Ascension-de-Marie.
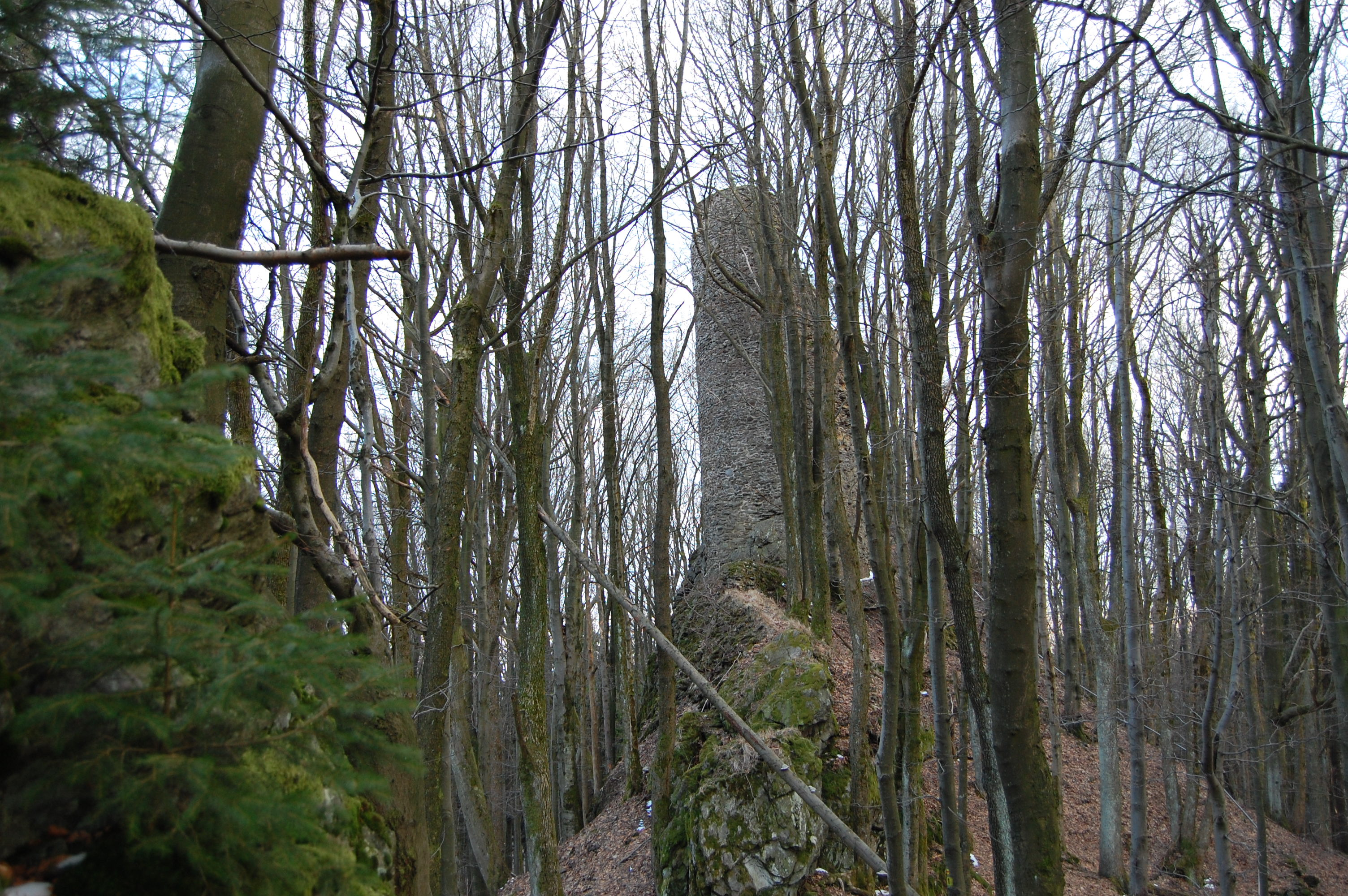
Stadlern: Les ruines du château de Reichenstein.